# Кембел (Тексас)
Кембел (енгл. Campbell) град је у америчкој савезној држави Тексас. По попису становништва из 2010. у њему је живело 638 становника.

## Демографија
Према попису становништва из 2010. у граду је живело 638 становника, што је 96 (13,1%) становника мање него 2000. године.
| Група             | 2000.       | 2010.       |
| Белци             | 675 (92,0%) | 562 (88,1%) |
| Афроамериканци    | 6 (0,8%)    | 14 (2,2%)   |
| Азијати           | 0 (0,0%)    | 0 (0,0%)    |
| Хиспаноамериканци | 32 (4,4%)   | 38 (6,0%)   |
| Укупно            | 734         | 638         |